# Alcis sorinaria
Alcis sorinaria là một loài bướm đêm trong họ Geometridae.